# روني سينجر
روني سينجر (بالإنجليزية: Ronnie Singer)‏ هو عازف جاز وعازف قيثارة أمريكي، ولد في 9 يونيو 1928 في شيكاغو في الولايات المتحدة، وتوفي في 21 ديسمبر 1953 في نيويورك في الولايات المتحدة بسبب اختناق.

## وصلات خارجية
- الموقع الرسمي
- روني سينجر على موقع ميوزك برينز (الإنجليزية)